# Forst Lohrerstraße

Lage im Landkreis Main-Spessart

Der Forst Lohrerstraße ist ein 21,35 km² großes gemeindefreies Gebiet im Landkreis Main-Spessart im bayerischen Spessart. Es ist nahezu komplett bewaldet. In das gemeindefreie Gebiet eingebettet liegen drei Exklaven der nordwestlich benachbarten Gemeinde Neuhütten (darunter deren Ortsteile Bischborner Hof und Lohrerstraße), die zusammen die gleichnamige Gemarkung Forst Lohrerstraße bilden.

## Geographie

### Lage
Das Gebiet liegt südöstlich der Gemeinde Neuhütten mit dem namensgebenden Weiler Lohrerstraße. Die höchste Erhebung ist die Weickertshöhe mit 546 m ü. NN.

### Nachbargemeinden
| Gemeinde Neuhütten                         | Partensteiner Forst (Gemeindefreies Gebiet)            | Gemeinde Rechtenbach      |
| Rothenbucher Forst (Gemeindefreies Gebiet) | Kompassrose, die auf Nachbargemeinden zeigt            | Stadt Lohr am Main        |
|                                            | Fürstlich Löwensteinscher Park (Gemeindefreies Gebiet) | Gemeinde Neustadt am Main |

## Verkehr
Durch das gemeindefreie Gebiet verlaufen die Bundesstraße 26 von Hain im Spessart nach Rechtenbach sowie die Kreisstraßen MSP 21 von Neuhütten zur Lohrerstraße und die MSP 26 von Lichtenau nach Hafenlohr.